# Curt Piorkowski
Heinrich Otto Curt Piorkowski (* 11. September 1888 in Leipzig; † 1939) war ein deutscher Psychologe. Als Pionier der Angewandten Psychologie arbeitete er insbesondere im Bereich der psychologischen Eignungsprüfung.

## Leben
Der Sohn des evangelisch-lutherischen Kaufmanns Felix Piorkowski besuchte von 1895 bis 1899 die 3. Höhere Bürgerschule und von 1899 bis 1909 die Thomasschule zu Leipzig. Danach studierte er Psychologie bei Wilhelm Wundt an der Universität Leipzig. Im Jahr 1914 wurde er bei dessen Schüler Max Brahn zum Dr. phil. promoviert. Nach dem Abitur war er Einjährig-Freiwilliger beim 5. Thüringischen Infanterie-Regiment Nr. 94 (Großherzog von Sachsen). Wegen einer Verletzung war er später beim Landsturm.
Im Ersten Weltkrieg baute er mit dem Psychotechniker Walter Moede (1888–1958) die psychotechnischen Kraftfahrereignungsprüfstellen des Heeres (Psychotechnik) auf. Auf die von ihnen entwickelten geheimen Methoden zur Eignungserkennung zum Kraftfahrerdienst bauten später die Prüfungsmethoden der Lokomotivführeranwärter auf. Um 1918 arbeitete er mit Moede und Georg Wolff (1882–1967) an der Auswahl hochbegabter Schüler. 1920 gründete er mit Otto Lipmann (1880–1933) in Berlin das Institut für Berufs- und Wirtschaftspsychologie. Er leitete auch das private Orga-Institut für Arbeitswissenschaft und Psychotechnik (später Organisations-Institut Dr. Piorkowski) und bei Osram zeitweilig das psychotechnische Laboratorium.
Er war Mitherausgeber der Zeitschrift Praktische Psychologie.

## Veröffentlichungen
- Untersuchungen über die Kombinationsfähigkeit bei Schulkindern; 1913
- mit Georg Albert Brandell, Helga Eng: Abstrakte Begriffe im Sprechen und Denken des Kindes; 1914
- Beitrage zur psychologischen Methodologie der wirtschaftlichen Berufseignung; 1915, Diss.
- mit Moede und Wolf: Die Berliner Begabtenschulen, ihre Organisation und die experimentellen Methoden der Schülerauswahl; 1918
- Die psychische Eignung; 1919
- mit Moede: Die Einwände gegen die Berliner Begabtenprüfungen sowie ihre kritische Würdigung; 1919
- Berufswahl und Berufsberatung: Eine Einführung in die Praxis; 1920
- Die Bedeutung der Psychotechnik für die Kriegsbeschädigten. In: Die Kriegsbeschädigten- und Kriegerhinterbliebenen-Fürsorge, Jg. 5, 1920/21, Nr. 1, S. 1–5.
- mit Emil Abderhalden: Die Kombinationsmethode: (Prüfung des Kombinationsvermögens); 1923
- Die Benzin- und Ölversorgung durch die Rhenania-Ossag; 1928
- Der rechte Mann am rechten Platz; 1934
- Die hohe Schule des Verkaufs: Erfolgsregeln f. Verkäufer u. Vertreter; 1937
- Dyckerhoff Portland-Zementwerke A.G: Mainz-Amöneburg; 1937
- Die Zellwollerzeugung der Thüringischen Zellwolle Aktiengesellschaft Schwarza/Salle; 1938
- Druckerei und Kartonnagen vorm. Gebr. Obpacher A.G., München; 1938
- Die Herstellung von Wollgarnen; 1940